# Фридрих V (Швабия)
Вижте пояснителната страница за други личности с името Фридрих V.
Фридрих V (на немски: Friedrich V von Schwaben; * 16 юли 1164, Павия; † 28 ноември 1170) от династията Хоенщауфен, е херцог на Швабия от 1167 г. до смъртта си.

## Живот
Той е най-възрастният син на император Фридрих I Барбароса и Беатрис I Бургундска. Неговият по-малък брат е император Хайнрих VI.
Фридрих е роден в Павия, когато баща му е на поход в Италия. Баща му го оставя в Италия под опекунството на маркграф Вилхелм V Монфератски Стари.
През 1165 г. Фридрих е сгоден за принцеса Елинор Плантагенет (* 13 октомври 1162, † 21 октомври 1214), дъщеря на английския крал Хенри II и на Елеонор Аквитанска.
През 1167 г. умира братовчед му, Фридрих IV Ротенбургски, херцог на Швабия, не оставил деца. В резултат херцогството преминава към император Фридрих Барбароса, който назначава за нов херцог своя малолетен син и наследник Фридрих. Това е потвърдено на Райхстага през юни 1168 г.
Фридрих V умира на 28 ноември 1170 г. и е погребан в манастир Лорх. През 1170 г. титлата херцог на Швабия е дадена на третия син на Фридрих Барбароса, Конрад, който получава новото име Фридрих VI. Елеонора се омъжва по-късно (годеж края на 1170 г.) за Алфонсо VIII, крал на Кастилия.